# Sân bay Waddan
Sân bay Waddan (ICAO: HL72) là một sân bay ở Waddan, Libya.